# Marja de Raadt
Marja de Raadt, född 1950 i Gorinchem, är en nederländsk konstnär. Hon har haft ett stort antal utställningar både i Sverige och Nederländerna, ensam eller tillsammans med maken Niklas Anderberg. Hon arbetar ofta med stilleben och har inspirerats av Helene Schjerfbeck.

## Biografi
Marja de Raadt utbildade sig först på konstakademin i Amsterdam 1968–1972 och senare, 1976–1982, på konstakademin i Köpenhamn. Marja de Raadt är gift med konstnären Niklas Anderberg, son till Bengt och Astrid Anderberg.
Efter att ha bott i ungefär 30 år i Nederländerna flyttade paret de Raadt Anderberg 2013 till Arboga i Sverige. Där bodde de och verkade fram till 2014, då de flyttade tillbaka till Nederländerna, till staden Dordrecht.
Marja de Raadts motivvärld är ofta stilleben och hon målar blommor, oftast solrosor. Ibland kan hennes målningar upplevas som metaforer för individer och då även för egna självporträtt. Bland annat har hon inspirerats av Helene Schjerfbecks självporträtt samt av en flerårig vistelse i Asien under 1970-talet.
2011 hade hon en retrospektiv utställning på Gorcums Museum i födelseorten Gorinchem. I samband med utställningen genomfördes en omröstning bland besökarna, vilket ledde till att museet köpte in ett av hennes verk.

## Utställningar (urval)
- 1997 - Art Fair, Groningen, Nederländerna
- 1998 - Konstforum, Norrköping, Sverige
- 2007 - Gudhjem Museum, Bornholm, Danmark
- 2007 - Arboga museum, Sverige
- 2008 - Galleri Astley, Uttersberg, Sverige
- 2009 - Tommarps kungsgård, Sverige
- 2011 - Gorcums Museum, Gorinchem, Nederländerna